# Úszás a 2005. évi nyári európai ifjúsági olimpiai fesztiválon
A 2005. évi nyári európai ifjúsági olimpiai fesztiválon az úszó versenyszámait július 4. és 8. között rendezték Lignano Sabbiadoróban, az Olimpiai uszodában. A férfiak és a nők is 15-15 számban versenyeztek, továbbá volt egy férfi-női vegyes váltó szám is.

## Magyar résztvevők
A magyar úszó csapatot 16 versenyző alkotta (9 férfi, 7 nő), két edző, Fehérvári Balázs és Selmeci Attila irányítása alatt.
A magyar csapat tagjai:
- Balog Gábor hát, váltók
- Bordás Péter pillangó, váltók
- Dajka Ádám gyors, váltók
- Gyurkó László gyors, váltók
- Nógrádi Ádám pillangó, váltók
- Orbán Ábel mell
- Pék Csaba gyors, vegyes
- Sincki Ádám váltók
- Szele Dávid mell, váltók
- Galamb Szimonetta mell, váltók
- Kanda Ágnes Mariann mell, váltók
- Kovács Emese pillangó, vegyes, váltók
- Kovács Anett gyors, váltók
- Oláh Gerda váltók
- Szeder Fanni gyors, váltók
- Tompa Orsolya pillangó, váltók

## Összesített éremtáblázat
| A 2005. évi nyári európai ifjúsági olimpiai fesztivál összesített éremtáblázata úszásban | A 2005. évi nyári európai ifjúsági olimpiai fesztivál összesített éremtáblázata úszásban | A 2005. évi nyári európai ifjúsági olimpiai fesztivál összesített éremtáblázata úszásban | A 2005. évi nyári európai ifjúsági olimpiai fesztivál összesített éremtáblázata úszásban | A 2005. évi nyári európai ifjúsági olimpiai fesztivál összesített éremtáblázata úszásban | Olimpia  |
| ---------------------------------------------------------------------------------------- | ---------------------------------------------------------------------------------------- | ---------------------------------------------------------------------------------------- | ---------------------------------------------------------------------------------------- | ---------------------------------------------------------------------------------------- | -------- |
|                                                                                          | Ország                                                                                   | Arany                                                                                    | Ezüst                                                                                    | Bronz                                                                                    | Összesen |
| 1.                                                                                       | Egyesült Királyság                                                                       | 12                                                                                       | 3                                                                                        | 3                                                                                        | 18       |
| 2.                                                                                       | Olaszország                                                                              | 6                                                                                        | 3                                                                                        | 6                                                                                        | 15       |
| 3.                                                                                       | Németország                                                                              | 4                                                                                        | 5                                                                                        | 2                                                                                        | 11       |
| 4.                                                                                       | Belgium                                                                                  | 3                                                                                        | 0                                                                                        | 1                                                                                        | 4        |
| 5.                                                                                       | Ausztria                                                                                 | 2                                                                                        | 1                                                                                        | 1                                                                                        | 4        |
| 6.                                                                                       | Magyarország                                                                             | 1                                                                                        | 2                                                                                        | 5                                                                                        | 8        |
| 7.                                                                                       | Svédország                                                                               | 1                                                                                        | 2                                                                                        | 0                                                                                        | 3        |
| 8.                                                                                       | Franciaország                                                                            | 1                                                                                        | 0                                                                                        | 1                                                                                        | 2        |
|                                                                                          | Ukrajna                                                                                  | 1                                                                                        | 0                                                                                        | 1                                                                                        | 2        |
| 10.                                                                                      | Oroszország                                                                              | 0                                                                                        | 7                                                                                        | 6                                                                                        | 13       |
| 11.                                                                                      | Lengyelország                                                                            | 0                                                                                        | 2                                                                                        | 1                                                                                        | 3        |
|                                                                                          | Spanyolország                                                                            | 0                                                                                        | 2                                                                                        | 1                                                                                        | 3        |
| 13.                                                                                      | Izrael                                                                                   | 0                                                                                        | 1                                                                                        | 2                                                                                        | 3        |
| 14.                                                                                      | Fehéroroszország                                                                         | 0                                                                                        | 1                                                                                        | 0                                                                                        | 1        |
|                                                                                          | Görögország                                                                              | 0                                                                                        | 1                                                                                        | 0                                                                                        | 1        |
|                                                                                          | Törökország                                                                              | 0                                                                                        | 1                                                                                        | 0                                                                                        | 1        |
| 17.                                                                                      | Litvánia                                                                                 | 0                                                                                        | 0                                                                                        | 1                                                                                        | 1        |
|                                                                                          |                                                                                          |                                                                                          |                                                                                          |                                                                                          |          |
| Összesen                                                                                 | Összesen                                                                                 | 31                                                                                       | 31                                                                                       | 31                                                                                       | 93       |

## Férfi
| A 2005. évi nyári európai ifjúsági olimpiai fesztivál férfi érmesei úszásban |                                                                                         |          |                                                                                          |          |                                                                                     |          |
| Versenyszám                                                                  | Arany                                                                                   | Arany    | Ezüst                                                                                    | Ezüst    | Bronz                                                                               | Bronz    |
| 50 m gyors                                                                   | Yoris Grandjean · Belgium                                                               | 23,47    | Marius Bornheim · Németország                                                            | 24,06    | Nimrod Shapira Bar Or · Izrael                                                      | 24,08    |
| 100 m gyors                                                                  | Yoris Grandjean · Belgium                                                               | 51,27    | Michele Santucci · Olaszország                                                           | 51,99    | Sergey Fesikov · Oroszország                                                        | 52,06    |
| 200 m gyors                                                                  | Yoris Grandjean · Belgium                                                               | 1:53,57  | Nimrod Shapira Bar Or · Izrael                                                           | 1:54,45  | Filippo Barbacini · Olaszország                                                     | 1:54,67  |
| 400 m gyors                                                                  | Robin Backhaus · Németország                                                            | 4:01,24  | Maciej Hreniak · Lengyelország                                                           | 4:02,08  | Nimrod Shapira Bar Or · Izrael                                                      | 4:02,90  |
| 1500 m gyors                                                                 | Manuel Vincenzi · Olaszország                                                           | 15:47,11 | Caglar Gokbulut · Törökország                                                            | 15:51,12 | Maciej Hreniak · Lengyelország                                                      | 15:53,41 |
| 100 m hát                                                                    | Damiano Lestingi · Olaszország                                                          | 58,17    | Marco Loughran · Egyesült Királyság                                                      | 59,10    | Anton Anchin · Oroszország                                                          | 59,14    |
| 200 m hát                                                                    | Damiano Lestingi · Olaszország                                                          | 2:03,71  | Yannick Lebherz · Németország                                                            | 2:04,48  | Anton Anchin · Oroszország                                                          | 2:06,46  |
| 100 m mell                                                                   | Luca Pizzini · Olaszország                                                              | 1:03,93  | Pavel Poltavtsev · Oroszország                                                           | 1:04,65  | Christopher Fox · Egyesült Királyság                                                | 1:04,69  |
| 200 m mell                                                                   | Luca Pizzini · Olaszország                                                              | 2:17,78  | Dmitriy Shelomentsev · Oroszország                                                       | 2:20,89  | Giedrius Titenis · Litvánia                                                         | 2:21,12  |
| 100 m pillangó                                                               | Marcel Luck · Németország                                                               | 55,88    | Yauheni Lazuka · Fehéroroszország                                                        | 56,12    | Yoris Grandjean · Belgium                                                           | 56,67    |
| 200 m pillangó                                                               | Marcel Luck · Németország                                                               | 2:03,85  | Antonio Luca D'Alema · Olaszország                                                       | 2:05,15  | Dinko Jukic · Ausztria                                                              | 2:05,57  |
| 200 m vegyes                                                                 | Dinko Jukic · Ausztria                                                                  | 2:07,13  | Jonathan Turner Cook · Egyesült Királyság                                                | 2:07,86  | Sergio Garcia · Spanyolország                                                       | 2:09,94  |
| 400 m vegyes                                                                 | Dinko Jukic · Ausztria                                                                  | 4:27,42  | Mateusz Matczak · Lengyelország                                                          | 4:30,70  | Jonathan Turner Cook · Egyesült Királyság                                           | 4:30,85  |
| 4 × 100 m gyors                                                              | Németország · Marius Bornheim · Dimitri Colupaev · Robin Backhaus · Yannick Lebherz     | 3:30,22  | Olaszország · Luca Lavezzari · Antonio Tessarotto · Filippo Barbacini · Michele Santucci | 3:32,19  | Oroszország · Nikola Poturayev · Anton Anchin · Nikita Solomentsev · Sergey Fesikov | 3:33,54  |
| 4 × 100 m vegyes                                                             | Olaszország · Damiano Lestingi · Luca Pizzini · Antonio Luca D'Alema · Michele Santucci | 3:50,83  | Németország · Yannick Lebherz · Stefan Holtz · Marcel Luck · Marius Bornheim             | 3:51,66  | Oroszország · Anton Anchin · Pavel Poltavtsev · Roman Mikhaylov · Sergey Fesikov    | 3:52,38  |

## Női
| A 2005. évi nyári európai ifjúsági olimpiai fesztivál női érmesei úszásban |                                                                                          |         |                                                                               |         |                                                                                       |         |
| Versenyszám                                                                | Arany                                                                                    | Arany   | Ezüst                                                                         | Ezüst   | Bronz                                                                                 | Bronz   |
| 50 m gyors                                                                 | Delph Scorpolini - Roche · Franciaország                                                 | 27,12   | Nathalie Lindborg · Svédország                                                | 27,21   | Lisa Vitting · Németország                                                            | 27,31   |
| 100 m gyors                                                                | Lauren Collins · Egyesült Királyság                                                      | 57,90   | Nathalie Lindborg · Svédország                                                | 57,90   | Malaguie Delarbre · Franciaország                                                     | 58,50   |
| 200 m gyors                                                                | Ceri Unwin · Egyesült Királyság                                                          | 2:05,17 | Alexandra Maniou · Görögország                                                | 2:06,58 | Cinzia Sciocchetti · Olaszország                                                      | 2:06,72 |
| 400 m gyors                                                                | Ceri Unwin · Egyesült Királyság                                                          | 4:16,48 | Elena Sokolova · Oroszország                                                  | 4:19,86 | Cinzia Sciocchetti · Olaszország                                                      | 4:20,18 |
| 800 m gyors                                                                | Ceri Unwin · Egyesült Királyság                                                          | 8:49,24 | Szeder Fanni · Magyarország                                                   | 8:59,82 | Cinzia Sciocchetti · Olaszország                                                      | 9:01,53 |
| 100 m hát                                                                  | Elisabeth Simmonds · Egyesült Királyság                                                  | 1:02,74 | Michelle Melanie Kussin · Ausztria                                            | 1:05,43 | Caterina Brighi · Olaszország                                                         | 1:05,88 |
| 200 m hát                                                                  | Elisabeth Simmonds · Egyesült Királyság                                                  | 2:14,08 | Oxana Shlapakova · Oroszország                                                | 2:19,18 | Caterina Brighi · Olaszország                                                         | 2:20,48 |
| 100 m mell                                                                 | Hanna Westrin · Svédország                                                               | 1:12,77 | Nadezda Voropaeva · Oroszország                                               | 1:13,25 | Vira Klymenko · Ukrajna                                                               | 1:13,57 |
| 200 m mell                                                                 | Vira Klymenko · Ukrajna                                                                  | 2:33,07 | Nadezda Voropaeva · Oroszország                                               | 2:35,69 | Helena Thornton · Egyesült Királyság                                                  | 2:36,14 |
| 100 m pillangó                                                             | Ellen Gandy · Egyesült Királyság                                                         | 1:02,60 | Carla Campo · Spanyolország                                                   | 1:03,34 | Tompa Orsolya · Magyarország                                                          | 1:03,54 |
| 200 m pillangó                                                             | Ellen Gandy · Egyesült Királyság                                                         | 2:14,60 | Carla Campo · Spanyolország                                                   | 2:16,25 | Kovács Emese · Magyarország                                                           | 2:20,79 |
| 200 m vegyes                                                               | Elisabeth Simmonds · Egyesült Királyság                                                  | 2:18,73 | Kovács Emese · Magyarország                                                   | 2:21,32 | Nadezda Voropaeva · Oroszország                                                       | 2:22,49 |
| 400 m vegyes                                                               | Kovács Emese · Magyarország                                                              | 4:54,63 | Ceri Unwin · Egyesült Királyság                                               | 4:57,42 | Nina Schiffer · Németország                                                           | 5:01,13 |
| 4 × 100 m gyors                                                            | Egyesült Királyság · Elisabeth Simmonds · Chloe Hart · Ellen Gandy · Lauren Collins      | 3:53,72 | Németország · Lisa Vitting · Laura Vanek · Sina Sutter · Uta Müller           | 3:56,78 | Magyarország · Kovács Emese · Oláh Gerda · Tompa Orsolya · Kovács Anett               | 3:57,15 |
| 4 × 100 m vegyes                                                           | Egyesült Királyság · Elisabeth Simmonds · Helena Thornton · Ellen Gandy · Lauren Collins | 4:18,88 | Németország · Christin Zenner · Theresa Michalak · Nina Schiffer · Uta Müller | 4:23,44 | Magyarország · Galamb Szimonetta · Kanda Ágnes Mariann · Tompa Orsolya · Kovács Emese | 4:24,21 |

## Vegyes
| A 2005. évi nyári európai ifjúsági olimpiai fesztivál vegyes váltó érmesei úszásban |                                                                               |       |                                                                                           |       |                                                                        |       |
| Versenyszám                                                                         | Arany                                                                         | Arany | Ezüst                                                                                     | Ezüst | Bronz                                                                  | Bronz |
| 4 × 200 m vegyes                                                                    | Egyesült Királyság · Steven Beckerleg · Ellen Gandy · Adam Brown · Ceri Unwin | ?     | Oroszország · Nikita Solomentsev · Kira Parkhomenko · Nikola Paturayaev · Elena Lyashenko | ?     | Magyarország · Dajka Ádám · Szeder Fanni · Nógrádi Ádám · Kovács Anita | ?     |